# Рудник Тропікана
Рудник Тропікана – гірничодобувний майданчик на заході Австралії.
Розробка золоторудного родовища Тропікана опчалась в 2012 році, при цьому першу продукцію звідси отримали у вересні 2013-го. Наприкінці 2022-го накопичений видобуток вже досягнув біля 124 тонн золота, при цьому залишкові запаси рахувались біля 46 тонн золота (крім того, ресурси категорій виміряні та показані оцінювали біля 35 тонн).
Первісно розробку вели відкритим способом за допомогою кар’єрів Тропікана, Гавана-Соуз, Гавана та Бостон-Шейкер. Проектна глибина кар’єру Гавана становить 420 метрів, Тропікана біля 300 метрів та біля 150 метрів на менших кар’єрах.
В 2019-му почали розвиток підземного рудника на Бостон-Шейкер, який видав першу продукцію в 2020-му. Наприкінці 2022-го підземний видоубток з Бостон-Шейкер досягнув рівня у 1,4 млн тонн руди на рік і очікували виходу на 2 млн тонн. У середині 2020-х розраховували почати спорудження транспортного ухилу на Гавані, при цьому потенціал для розвитку підземних робіт є на всіх покладах.
Видобута руда проходить через належну до копальні фабрику з вилучення золота потужністю 9,3 млн тонн на рік. 
З 2015-го енергетичні потреби проєкту покриваються з використанням природного газу, який подали по трубопроводу Yamarna Gas Pipeline. Необхідну для технологічного процесу воду отримують із розташованого за півсотні кілометрів поля свердловин та транспортують по турбопроводу. 
Проект реалізували компаії AngloGold Ashanti (70% участі) та Regis Resources Limited (30%).